# Haugesund
Haugesund este un oraș din provincia Rogaland, Norvegia.